# Bisaurín
Bisaurín – szczyt w Pirenejach Zachodnich. Leży w Hiszpanii, w prowincji Huesca, w regionie Aragonia, blisko granicy z Francją. Jest najwyższym szczytem Pirenejów Zachodnich.
Pierwszego wejścia dokonał Henry Russell w 1875 r.